# Karijes
Karijes (lat. Caries dentium) jest razgradnja tvrdih zubnih tkiva uzrokovana kiselinama koje u ustima stvaraju bakterije iz zubnog plaka nakupljena na površini zuba. Čest naziv za zub zahvaćen karijesom jest pokvaren ili kvaran zub. Uznapredovala bolest dovodi do osjetljivosti zuba, njihova uništenja, bolne upale zubnih kanala i zubnog ležišta, stvaranja apscesa u čeljusnoj kosti, a može rezultirati gubitkom zuba i širenjem zaraze na udaljene organe.
Prema procjeni SZO-a iz 2019., gotovo polovica svjetskog stanovništva (3,5 milijardi ljudi) ima karijes na trajnim zubima, dok će ga gotovo svaka odrasla osoba imati za života. Karijes je u porastu i kod odraslih i u djece, a bolest je češća u razvijenom svijetu zbog veće potrošnje rafiniranih šećera, a rjeđa u zemljama u razvoju.

## Nastanak i simptomi
Jednostavni ugljikohidrati u hrani bakterijama su u plaku osnovni izvor energije pa je hrana bogata šećerom, uz slabu higijenu usne šupljine, značajan čimbenik rizika. Karijes započinje demineralizacijom zubne cakline kada kiselost padne ispod pH 5,5. Nastavlja se enzimskom razgradnjom organskih dijelova cakline i dentina i napreduje prema zubnoj pulpi uz stvaranje vidljive šupljine promijenjene boje, od žute do crne. Streptococcus mutans najčešća je bakterija koja u ustima stvara kiselinu metaboliziranjem šećera; to se događa već nakon dvadesetak minuta od uzimanja šećera, a količina nastale kiseline ne ovisi o količini šećera nego o vremenu u kojem je šećer prisutan u ustima. Zubi koji sadrže malo fluora podložniji su nagrizanju i demineralizaciji. Prirodne strukture koje se sastoje od brazda i jamica sprječavaju uklanjanje plaka i neutralizaciju kiselina slinom pa su najčešće prva mjesta na kojima nastaje karijes. To kvarenje brzo napreduje, a na trajnim zubima počinje oko puberteta. Kvarenje na glatkim površinama uočava se, zbog otapanja kalcija iz cakline, kao bijelo područje na zubu; ono se javlja od dvadeseth godinama života. Za stariju dob veže se kvarenje na korijenu koji postane dostupan bakterijama i plaku zbog povlačenja zubnog mesa i njega je najteže spriječiti.
Zubni plak stvara se već unutar jednog dana od posljednjeg pranja zuba. On je ispočetka mekana nakupina ostataka hrane, mrtvih epitelnih stanica i mnoštva bakterija prirodno prisutnih u ustima. Taj plak s vremenom se kalcifikacijom pretvara u tvrdi plak koji je teško ukloniti četkanjem.
Karijes se u caklini polagano širi pa mu za njeno probijanje i prelazak u dentin trebaju dvije do tri godine. Kroz dentin se širi brže i već kroz jednu godinu bakterije mogu doći u pulpu gdje su krvne žilice i živci i uzrokovati veću upalu. Kvarenje na korijenu počinje od dentina pa u kratkom vremenu može razoriti velik dio zuba.
Karijes izaziva nelagodu tek kad probije caklinu i prijeđe u dentin. Početni simptomi su osjetljivost na toplo, hladno ili bol pri konzumaciji slatkih jela i pića. U tom stadiju pulpa je još zdrava i liječnik (stomatolog) može spasiti zub. Poslije simptomi prelaze u bol prilikom žvakanja i na dodir te konačno u jaku i trajnu bol koja se javlja kada se kvar približi pulpi ili je zahvati. Daljnjim propadanjem pulpe bol može na neko vrijeme prestati, ali će se nastaviti širenjem infekcije prema vrhu korijena; zub će tada biti osjetljiv na zagriz i dodir, a u korijenu i oko njega nakupljat će se gnoj koji će ga istiskivati iz ležišta. Gnoj koji ne može isticati zubnim kanalima stvarat će apscese u desnima, iz njih se cijediti u usta, širiti kroz čeljust, a u nekim slučajevima čak i probiti kožu na licu u blizini čeljusti.

## Sprječavanje, dijagnoza i liječenje
Nastanak karijesa usko je povezan s prisutnošću zubnoga plaka pa je za njegovo sprječavanje važno uklanjati plak četkanjem sa zubnom pastom, zubnim koncem i intradentalnim četkicama. Karijes se može kontrolirati i primjenom fluorida, pečaćenjem, prehranom koja ne sadrži rafinirane šećere i konzumacijom čvrste i nekuhane hrane koja se dosta žvače. Žvakanje potiče izlučivanje sline koja štiti zube smanjivanjem kiselosti u ustima. Karijes mliječnih zuba u dojenčadi može se izbjeći neprenošenjem hrane (i bakterija) iz usta roditelja, dodatkom fluora u vodu ili kroz suplemente. Bočice koje dojenčad ima tijekom noći trebaju sadržavati samo vodu.
Karijes se u početnim stadijima liječi mehaničkim uklanjanjem oštećenog zubnog tkiva i njegovom zamjenom kompozitnim ispunima ili legurama, čima će se zaštititi pulpa i očuvati funkcionalnost zuba. Regeneracija tkiva zahvaćenog karijesom prirodno nije moguća pa se on s odlaganjem liječenja sve više širi i bočno i u dubinu zuba. Kada upala zahvati pulpu zub je potrebno otvoriti i posebnim iglama očistiti korijenske kanale, smanjiti infekciju i pažljivo zapuniti kanal; to se naziva endodoncijom. Stražnje zube kojima su zapunjeni kanali najbolje je natkriti keramičkom krunicom koja zamjenjuje cijelu žvačnu površinu nevitalnog zuba i sprječava njegov lom.  
U slučajevima kad se upala proširila i preko vrha korijena i stvorila apsces u kosti, kirurškim se putem pristupa korijenu, uklanja zahvaćena kost, a korijen pečati i s druge strane; procedura se naziva apikotomijom. Zub koji je nemoguće izliječiti vadi se, a za očuvanje funkcije zamjenjuje ga se mostovima i implantatima.